# Алансон (округ)
Алансон (фр. Alençon) — округ (фр. Arrondissement) во Франции, один из округов в регионе Нормандия. Департамент округа — Орн. Супрефектура — Алансон.
Население округа на 2018 год составляло 85 937 человек. Плотность населения составляет 55 чел./км². Площадь округа составляет 1558,88 км².

## Состав
Кантоны округа Алансон (c 5 марта 2020 года):
- Алансон-1
- Алансон-2
- Баньоль-де-л’Орн-Норманди
- Даминьи
- Ла-Ферте-Масе (частично)
- Маньи-ле-Дезер (частично)
- Се
- Экув

Кантоны округа Алансон (c 1 января 2017 г. по 4 марта 2020 года):
- Алансон-1
- Алансон-2
- Баньоль-де-л’Орн
- Даминьи
- Ла-Ферте-Масе (частично)
- Маньи-ле-Дезер (частично)
- Радон (частично)
- Се

Кантоны округа Алансон (c 22 марта 2015 г. по 31 декабря 2016 г.):
- Алансон-1
- Алансон-2
- Баньоль-де-л’Орн
- Даминьи
- Донфрон (частично)
- Ла-Ферте-Масе (частично)
- Маньи-ле-Дезер (частично)
- Радон (частично)
- Ре (частично)
- Се (частично)
- Флер-1 (частично)

Кантоны округа Алансон (до 22 марта 2015 года):
- Алансон-1
- Алансон-2
- Алансон-3
- Карруж
- Куртоме
- Донфрон
- Жювиньи-су-Анден
- Ла-Ферте-Масе
- Мель-сюр-Сарт
- Пассе
- Се